# Экблад, Аарон
А́арон Э́кблад (англ. Aaron Ekblad, 7 февраля 1996, Уинсор, Онтарио, Канада) — канадский хоккеист, защитник клуба НХЛ «Флорида Пантерз». На драфте НХЛ 2014 года был выбран под общим первым номером командой «Флорида Пантерз». Обладатель «Колдер Трофи» 2015, приза лучшему новичку НХЛ. Чемпион мира 2015 года. Обладатель Кубка Стэнли 2024.

## Игровая карьера

### Клубная
В 2011 году на драфте Хоккейной лиги Онтарио выбран под общим первым номером командой «Барри Кольтс». В 2011 был признан лучшим новичком OHL, а в 2014 лучшим защитником ОХЛ. Также по итогам сезона 2013/2014 попал в символическую сборную OHL.
На драфте НХЛ 2014 команда «Флорида Пантерз» выбрала Экблада под общим первым номером, позже клуб подписал с ним стандартный контракт новичка на три года. Первый свой гол в НХЛ забил 1 ноября 2014 года в ворота «Филадельфии Флайерз». По итогам сезона был признан лучшим новичком НХЛ.
В сезоне 2015/16 принял участие в матче всех звёзд НХЛ.
Летом 2016 года подписал с «Флоридой Пантерз» новый 8-летний контракт на $ 60 млн, начиная с сезона 2017/18.
10 марта 2025 года был дисквалифицирован на 20 матчей за нарушение антидопинговых правил лиги.

### Международная
В составе молодёжной сборной Канады стал победителем Мемориала Глинки в 2013 году. Принимал участие в чемпионате мира среди молодёжных команд 2014. В 2015 году стал чемпионом мира.
На кубке мира 2016 выступал в составе сборной Северной Америки, за которую провёл один матч и был вынужден пропустить остаток турнира из-за травмы.

## Статистика
| Легенда | Легенда                    | Легенда | Легенда                   | Легенда | Легенда    |
| ------- | -------------------------- | ------- | ------------------------- | ------- | ---------- |
| И       | Количество проведённых игр | Штр     | Штрафное время            | +/−     | Плюс-минус |
| Г       | Голы                       | П       | Голевые передачи          | О       | Очки       |
| -       | Статистика неизвестна      | —       | Статистика не учитывалась |         |            |

## Достижения
| Достижение                                 | Команда         | Год  |
| ------------------------------------------ | --------------- | ---- |
| Обладатель Джек Фергюсон Эворд             | Барри Кольтс    | 2011 |
| Бронзовый призёр Мирового кубка вызова     | Онтарио         | 2012 |
| Обладатель Эммс Фэмили Эворд               | Барри Кольтс    | 2012 |
| Победитель Мемориала Глинки                | Канада (юниор.) | 2013 |
| Обладатель Макс Камински Трофи             | Барри Кольтс    | 2014 |
| Попадание в Первую команду звёзд OHL       | Барри Кольтс    | 2014 |
| Участник матча всех звёзд НХЛ              | Флорида Пантерз | 2015 |
| Обладатель Колдер Трофи                    | Флорида Пантерз | 2015 |
| Попадание в символическую сборную новичков | Флорида Пантерз | 2015 |
| Чемпион мира                               | Канада          | 2015 |
| Обладатель Кубка Стэнли                    | Флорида Пантерз | 2024 |